# 1640 Nemo
Az 1640 Nemo (ideiglenes jelöléssel 1951 QA) egy marsközeli kisbolygó. Sylvain Julien Victor Arend fedezte fel 1951. augusztus 31-én.